# عبد الکریم برجس الراوی
عبد الکریم برجس الراوی (انگلیسی: Abd al-Karim Barjas؛ زادهٔ ؟ – درگذشتهٔ ۱۴ ژوئن ۲۰۲۲) سیاستمدار اهل عراق بود.